# Ordre de bataille de l'invasion de l'Ukraine par la Russie
Cet article concerne l'ordre de bataille de la guerre d'Ukraine. Pour l'ordre chronologique des batailles, voir Liste des engagements militaires lors de l'invasion de l'Ukraine par la Russie.
Ce qui suit est l'ordre de bataille des forces militaires engagées dans l'invasion de l'Ukraine par la Russie, en cours depuis le 24 février 2022. L'article ne doit pas être considéré comme complètement à jour ni exact, étant basé sur du renseignement d'origine sources ouvertes. Une estimation mise à jour de l'ordre de bataille en date du 23 avril 2023 est disponible sur le site de l'Institut pour l'étude de la guerre.

## Forces russes et leurs alliés
- Russie (président de la fédération de Russie : commandant en chef suprême des Forces armées russes Vladimir Poutine)
  -  Conseil de sécurité russe
    -  Garde nationale russe (commandant : général d'armée Viktor Zolotov ; commandant adjoint : lieutenant-général Roman Gavrilov)[2]
      -  Kadyrovtsy (« leader » : colonel-général Ramzan Kadyrov)
        - 141e régiment motorisé (commandant : colonel-général Magomed Touchaïev)[3]
        - Bataillon Nord[4]
        - Forces spéciales Akhmat[5]

      -  OMON[6]
      -  SOBR[7]

  -  Service fédéral de sécurité (commandant : général d'armée Alexandre Bortnikov)[8]
    -  Service frontalier du Service fédéral de sécurité (directeur adjoint du Service fédéral de sécurité et chef du Service des frontières : Vladimir Koulichov)[9]

  -  Service fédéral de protection (directeur : général Dmitry Kotchnev)[10]
  -  Service des renseignements extérieurs (directeur : Sergueï Narychkine)[11]
  -  Ministère de l'intérieur (ministre de l'intérieur Vladimir Kolokoltsev)
    -  Police russe[12]

  - Mercenaires et organisations paramilitaires
    -  Groupe Wagner (commandants : Evgueni Prigojine † , lieutenant colonel Dmitri Outkine † )[13]
      - Groupe Roussitch (commandant : Alexeï Miltchakov)[14]

    - Société militaire privée Patriot[15]
    - Société militaire privée Redut (commandant : Anatoly Karaziya)[16],[17]
    - E.N.O.T. Corp. (commandant : Igor Mangouchev †)[18]
    - Groupe Convoy (commandants : Sergueï Aksionov, Konstantine Pikalov)[19],[20]
    - Groupes paramilitaires (pro)russes (en) (sociétés militaires privées, milices, mercenaires, bataillons de volontaires, collaborateurs ukrainiens...)

  -  Ministère de la Défense (général d'armée Sergueï Choïgou)
    -  Forces armées russes
      -  État-major général (chef d'état-major général : général d'armée Valeri Guerassimov)
        -  Centre de contrôle de la Défense nationale (colonel-général Mikhaïl Mizintsev)[21]
          -  GRU (directeur : amiral Igor Kostioukov)
            - 8e direction - direction Spetsnaz ( Spetsnaz GRU)[22]
            -  2e brigade Spetsnaz de la Garde (colonel Constantine Bouchouïev)[23]
            -  3e brigade Spetsnaz de la Garde (Albert Ibraguimovitch Omarov)[24]
            - 10e brigade Spetsnaz[25]
            -  14e brigade Spetsnaz de la Garde (colonel Sergueï Polyakov †)[26]
            -  16e brigade Spetsnaz de la Garde (commandant : colonel Eugene Guerassimenko † ; commandant adjoint : major Dmitry Vladimirovitch Semenov †)[27]
            -  22e brigade Spetsnaz de la Garde (lieutenant colonel Alexeï N. Savtchenko)[23]
            -  24e brigade Spetsnaz de la Garde[28]

        -  Forces d'opérations spéciales (major-général Valeri Flioustikov)[29]
          - 346e brigade Spetsnaz[30]

      -  Forces terrestres russes ( Commandant en chef et vice-ministre de la Défense : général d'armée Oleg Salioukov)
        -  Troupes du génie russe (lieutenant-général Youri Stavitsky)
        -  Troupes de missiles et d'artillerie russes (lieutenant-général Mikhaïl Matveïevsky)
        -  Troupes de chars russes
        -  Troupes de défense aérienne russes

      -  Soutien logistique des forces armées russes (colonel-général Mikhaïl Mizintsev)[31]
        -  Troupes ferroviaires russes

      -  Forces aérospatiales russes ( Commandant en chef et vice-ministre de la Défense : général d'armée Sergueï Sourovikine)
        -  Force aérienne russe ( Commandant en chef et commandant en chef adjoint des forces aérospatiales : lieutenant-général Sergueï Dronov)
          -  Troupes de missiles antiaériens russes (major-général Valeri Varentsov)

      -  Forces aéroportées russes (Commandant en chef : colonel-général Andreï Serdioukov[32] puis Mikhaïl Teplinski[33])
      -  Marine russe ( Commandant en chef et vice-ministre de la Défense : amiral Nikolaï Ievmenov)
        -  Troupes côtières (lieutenant-général Viktor Astapov)
          -  Infanterie navale (lieutenant-général Alexandre Kolpatchenko)

        -  Aviation navale (général de brigade Igor Kozhine)

      - Groupe interarmées des forces
        -  District militaire central (commandant : lieutenant-général Andreï Mordvitchev)[34]
          - Forces terrestres
            -  2e armée combinée de la Garde (lieutenant-général Viatcheslav Gourov)[35]
              -  15e brigade de fusiliers motorisés de la Garde (lieutenant-colonel Andreï Sergueïevitch Marouchkine)
              -  21e brigade de fusiliers motorisés de la Garde (colonel Dmitri Zavialov)[36]
              - 30e brigade de fusiliers motorisés[37]
              - 385e brigade d'artillerie de la Garde[38]

            -  41e armée combinée (lieutenant-général Sergueï Ryjkov, commandant adjoint, major-général Andreï Soukhovetski †)[35]
              -  35e brigade de fusiliers motorisés de la Garde[39]
              -  55e brigade de fusiliers motorisés de montagne[40]
              -  74e brigade de fusiliers motorisés de la Garde (lieutenant-colonel Pavel A. Ierchov)[41]
              -  90e division de chars de la Garde (colonel Ramil R. Ibatoulline)[42]
                - 6e régiment de chars de la Garde (colonel Andreï Zakharov †)[43]
                - 80e régiment de chars de la Garde (lieutenant-colonel Andreï N. Bastrakov)[44]
                -  239e régiment de chars de la Garde[45]
                - 228e régiment de fusiliers motorisés (commandant adjoint : lieutenant-colonel Fezoul Bitchikaev †)[46]
                - 400e régiment d'artillerie automoteur[47]

            -  201e base militaire russe, (emplacement d'origine, Tadjikistan)[48]
            - 202e régiment de fusiliers motorisés[49]
            - 28e brigade de ponts flottants[50]

        -  District militaire est (commandant : lieutenant-général Roustam Mouradov)[51]
          - Forces terrestres
            -  5e armée combinée (lieutenant-général Alexeï Podivilov)[35]
              - 60e brigade de fusiliers motorisés[52]
              - 127e division de fusiliers motorisés[53]
                - 394e régiment de fusiliers motorisés[54]
                - 872e régiment d'artillerie automoteur (lieutenant-colonel Fyodor Evguenievitch Soloviov †)[55]

            -  29e armée combinée (major-général Andreï Kolesnikov †)[35]
              -  36e brigade de fusiliers motorisés de la Garde (lieutenant-colonel Andreï V. Voronkov)[56]

            -  35e armée combinée (lieutenant-général Alexandre Santchik)[35]
              -  38e brigade de fusiliers motorisés de la Garde (commandant : colonel Andreï Borisovitch Kourbanov ; commandant adjoint : major Sergueï Masterov †)
              -  64e brigade de fusiliers motorisés (lieutenant-colonel Azatbek Omourbekov)[57]
              - 165e brigade d'artillerie de la Garde[58]
              - 69e brigade de couverture[59]

            -  36e armée combinée (lieutenant-général Valeri Solodtchouk)[60]
              -  5e brigade de chars (colonel Andreï V. Kondrov)[61]
              -  37e brigade de fusiliers motorisés de la Garde (colonel Iouri Medvedev †)[62],[55],[63]
              -  30e brigade d'artillerie[64]
              - 103e brigade de missiles[65]

            - 68e corps d'armée (lieutenant-général Dmitry Valeryevitch Glouchenkov (ru))
              -  39e brigade de fusiliers motorisés

          - Forces navales
            -  Infanterie navale de la flotte du Pacifique
              -  40e brigade d'infanterie navale[66],[67]
              -  155e brigade d'infanterie navale de la Garde[68],[67]

        -  District militaire ouest (commandant : lieutenant-général Evgeniy Nikiforov[69]
          - Forces terrestres
            -  1re armée de chars de la Garde (lieutenant-général Sergueï Kissel, relevé de ses fonctions en mai 2022[70])
              - 60e brigade de commandement[71]
              -  2e division de fusiliers motorisés de la Garde (colonel Andriy Smirnov)[72],[71]
                -  1er régiment de chars de la Garde (lieutenant-colonel Denis A. Lapine)[73],[74]
                -  15e régiment de fusiliers motorisés de la Garde (colonel Kharitonov)[72]
                - 147e régiment d'artillerie automoteur de la Garde[75]

              -  4e division de chars de la Garde (colonel Evgueni N. Jouravliov)
                -  12e régiment de chars de la Garde (S. I. Safonov)[71]
                -  13e régiment de chars de la Garde[76]
                -  423e régiment de fusiliers motorisés de la Garde[77],[71]

              -  27e brigade de fusiliers motorisés de la Garde (colonel Sergueï I. Safonov)[71]
              -  47e division blindée[78]
                - 26e régiment blindé[79]
                - 6e régiment du génie (colonel Mikhaïl Alexandrovitch Naumov †)[80]

              -  49e brigade de missiles antiaériens (colonel Ivan Grishine †)[81]
              - 69e brigade logistique[71]
              -  96e brigade de reconnaissance (colonel Valeri Vdovitchenko)[82],[71]
              -  112e brigade de missiles de la Garde[71]
              - 202e brigade de missiles antiaériens[38]
              -  288e brigade d'artillerie (lieutenant-colonel Oleg Evseev †)[71],[83]

            -  6e armée combinée (lieutenant-général Vladislav Ierchov, limogé et arrêté)[84]
              -  25e brigade de fusiliers motorisés de la Garde (colonel Andreï N. Arkhipov)[11]
              -  138e brigade de fusiliers motorisés de la Garde (colonel Sergueï Maximov)[85],[86]

            -  20e armée combinée de la Garde (major général Soukhrab Akhmedov)[35],[87],[68]
              -  448e brigade de missiles (colonel Dmitri N. Martynov)[88]
              -  3e division de fusiliers motorisés (major-général Alexeï Avdeïev)[89],[90],[68]
                -  237e régiment de chars
                -  252e régiment de fusiliers motorisés de la Garde (colonel Igor Nikolaïev †)[91]
                -  752e régiment de fusiliers motorisés de la Garde[92]

              -  144e division de fusiliers motorisés de la Garde (lieutenant-général Oleg Tsokov) †[93],[94]
                - 59e régiment de chars de la Garde (colonel Alexandre V. Bespalov †)[95]
                -  254e régiment de fusiliers motorisés de la Garde (colonel I. A. Danshine)[96]
                -  488e régiment de fusiliers motorisés de la Garde (colonel Vladimir N. Koralo)[97]

            -  232e brigade de lance-roquettes de la Garde[98]
            -  3e corps d'armée
              - 72e brigade de fusiliers motorisés[99]

          -  45e régiment de camouflage du génie
          - Forces navales
            - 11e corps d'armée de la  flotte de la Baltique (lieutenant-général Andreï Rouzinski)[100]
              - 18e division de fusiliers motorisés de la Garde[101],[68]
              - 152e brigade de missiles de la Garde
              - 244e brigade d'artillerie[100]

            - 14e corps d'armée de la  flotte du Nord (lieutenant-général Dmitri Kraïev)
              -  80e brigade de fusiliers motorisés de l'Arctique[102]
              -  200e brigade de fusiliers motorisés (colonel Denis I. Kourilo †)[103],[104]
                - 382e bataillon d'artillerie de roquettes (lieutenant-colonel Dinar Khametov †)[105]

            -  61e brigade d'infanterie navale (colonel Kirill Nikolaïevitch Nikouline)[106],[104]
              - 874e bataillon maritime (lieutenant-colonel Dmitry Safronov †)[35]

            -  336e brigade d'infanterie navale de la Garde (colonel Igor N. Kalmykov)[107]

          - Forces aéroportées
            -  98e division aéroportée de la Garde (commandant : colonel Viktor Gounaza [limogé fin mars], chef des communications : colonel Alexeï Smirnov †)[108]
              -  217e régiment aéroporté de la Garde (lieutenant colonel Viktor V. Droïedov)[109]
              -  331e régiment aéroporté de la Garde (commandant : colonel Sergueï Soukharev (ru) † ; commandant adjoint : lieutenant-colonel Ivan Pozdeev † ; chef d'état-major : lieutenant-colonel Igor Zharov †)[110],[111],[112]
              -  1065e régiment d'artillerie de la Garde[113]

            -  104e division aéroportée de la Garde ;
            -  106e division aéroportée de la Garde (commandant : colonel Vladimir Seliviorstov ; commandant adjoint : colonel Sergueï I. Kouzminov † ; commandant adjoint des armements : Maxime Koudrine †)[114],[38],[115],[87],[68]
              -  51e régiment aéroporté de la Garde (lieutenant-colonel Viatcheslav Alexandrov)[38]
              -  137e régiment aéroporté de la Garde (commandant : colonel Andreï Vassiliev † ; commandant adjoint : lieutenant-colonel Pavel Krivov †)[38],[111],[116]

            -  31e brigade d'assaut aéroporté de la Garde  (colonel Sergueï Karassev †)[117]
            -  83e brigade d'assaut aéroporté de la Garde (commandant : colonel Alexandre Kornev ; commandant adjoint : lieutenant-colonel Vitaliy Slabtsov †)[118]
            -  45e brigade Spetsnaz de la Garde (colonel Vadim Pankov †)[111],[119],[120]

          - Forces aérospatiales
            -  6e armée de l'air et des forces de défense aérienne (major-général Oleg Makovetski)[121]
              - 105e division d'aviation mixte de la Garde (colonel Sergueï Prokofiev)
                - 14e régiment d'aviation de chasse de la Garde (commandant adjoint : lieutenant-colonel Alexander Pazinitch †)
                - 47e régiment d'aviation mixte[122]
                -  159e régiment d'aviation de chasse de la Garde[123]
                - 790e régiment d'aviation de chasse[124]

              - 332e régiment d'hélicoptères de la Garde

            -  11e armée de l'air et des forces de défense aérienne (lieutenant-général Vladimir Kravtchenko)
              - 303e division d'aviation mixte
                - 18e régiment d'aviation d'assaut de la Garde (colonel Sergueï Legaïev)[125]
                - 23e régiment d'aviation de chasse de la Garde[126]
                -  112e régiment d'hélicoptères (major Roman Grovitch †)[127]
                - 319e régiment d'hélicoptères[128],[129]

        -  District militaire sud (commandant : colonel-général Sergueï Kouzovlev)
          - Forces terrestres
            -  8e armée combinée de la Garde (commandant : lieutenant-général Andreï Mordvitchev ; commandant adjoint : général de division Essedulla Abatchev, remplaçant le général de division Vladimir Frolov †)[35]
              -  20e division de fusiliers motorisés de la Garde (colonel Alexeï Gorobets †)[130],[131]
                - 
                  - 33e régiment de fusiliers motorisés (lieutenant-colonel Iouri Agarkov †)[132]
                  - 255e régiment de fusiliers motorisés de la Garde (colonel Dmitri A. Gouriev)[133]

              -  150e division de fusiliers motorisés (major-général Oleg Mitiaïev †)[134],[135]
                - 
                  - 68e régiment de chars de la Garde
                  - 102e régiment de fusiliers motorisés[135]
                  - 163e régiment de chars de la Garde[136]

            -  49e armée combinée (lieutenant-général Iakov Rezantsev †)[137],[35]
              -  34e brigade de fusiliers motorisés de montagne (Colonel Andreï V. Smirnov)[138]
              -  205e brigade de fusiliers motorisés (Colonel Edouard I. Chandoura)[139]
              - 1re brigade de missiles de la Garde
              -  227e brigade d'artillerie (colonel Alexeï V. Repine)
              -  439e brigade d'artillerie de missiles de la Garde[140]
              - 32e régiment du génie-sapeur[141]
              -  7e base militaire russe[142]

            -  58e armée combinée (lieutenant-général Mikhaïl Zousko[143],[35]; septembre 2022 Ivan Popov, juillet 2023 : Denis Liamine[144])
              -  19e division de fusiliers motorisés (colonel Dmitri I. Ouskov)
                - 
                  - 429e régiment de fusiliers motorisés[145]
                  - 503e régiment de fusiliers motorisés de la Garde (capitaine K. V. Kouznetsov †)[146]

              -  42e division de fusiliers motorisés de la Garde[147]
                - 70e régiment de fusiliers motorisés de la Garde (lieutenant-colonel Andreï Bezlioudko †)[148]
                -  71e régiment de fusiliers motorisés de la Garde[148]
                -  291e régiment de fusiliers motorisés de la Garde (lieutenant-colonel Dibir Dibirov †)[148],[149],[150]

              -  291e brigade d'artillerie de la Garde (lieutenant-colonel Alexandre M. Tikhonov)[151]
              -  136e brigade de fusiliers motorisés de la Garde (colonel Roman Demourtchiev)[152]

            - 12e brigade du génie de la Garde (colonel Sergueï Porokhnya †)[153]
            - 12e régiment de missiles antiaériens
            -  29e brigade ferroviaire[154]

          - Forces aéroportées
            -  7e division d'assaut aéroporté de la Garde (colonel Alexandre Kornev)[155]
              -  56e régiment d'assaut aéroporté de la Garde[156]
              -  108e régiment d'assaut aéroporté de la Garde (colonel Vitali Vladimirovitch Sokouev †)[157]
              -  247e régiment d'assaut aéroporté de la Garde (colonel Konstantine Zizievsky †)[158],[159]
              - 171e bataillon d'assaut aérien (lieutenant-colonel Alexeï Sharshavov †)[160]

            -  76e division d'assaut aéroporté de la Garde (colonel Denis Chichov (ru))[161],[68]
              -  104e régiment d'assaut aérien de la Garde (lieutenant-colonel Alexander Dosyagaev †)[156],[111],[162],[63],[68]
              -  234e régiment d'assaut aérien de la Garde (commandant : lieutenant-colonel Artiom Gorodilov ; commandant adjoint : lieutenant-colonel Alexeï Afonine †)[156],[111],[161]
              -  237e régiment d'assaut aérien de la Garde (lieutenant-colonel Georgy Khoudik †)[49]
              -  1140e régiment d'artillerie de la Garde

            -  11e brigade d'assaut aéroporté de la Garde (commandant : colonel Denis Chichov ; commandant adjoint : lieutenant colonel Denis Glebov † ; chef d'état-major adjoint : lieutenant-colonel Pavel Kislyakov †)[163],[35],[164]

          - Forces navales
            -  Flotte de la mer Noire (commandant : amiral Igor Ossipov (relevé de ses fonctions en mai[70]), puis vice-amiral Viktor Sokolov ; commandant adjoint : capitaine de 1er rang Andreï Pali †)
              - Navires
                - Croiseur
                  - Moskva (coulé) (capitaine de 1er rang Anton Kouprine †)[165]

                - Frégates
                  - Amiral Essen (endommagé)[166],[167]
                  - Amiral Grigorovitch[166]
                  - Amiral Makarov (endommagé)[168],[169],[170]

                - Navires lance-missiles
                  - Corvettes de la classe Tarentul (projet 1241) (5)[166]
                  - Corvettes de la classe Bouïan (projet 2163) (4)[166]

                - Péniches de débarquement
                  - Projet 1171
                    - Saratov (coulé) (capitaine de 2e rang Vladimir Khromchenkov †)[171],[172],[173]
                    - Orsk[166]
                    - Nikolaï Filtchenkov[166]

                  - Projet 775 (4)
                    - Tsezar Kounikov (endommagé) (capitaine de 3e rang Alexandre Tchirva †)[174]

                  - Projet 1176
                    - D-106 (endommagé)[175]

                  - Projet 11770
                    - Navires déployés depuis la  flottille de la Caspienne (1 × coulé, 2 × détruits)[176],[177],[178]

                  - Projet 02510
                    - Bateau d'assaut à grande vitesse BK-16E (coulé)[179]

                - Patrouilleurs
                  - Projet 22160
                    - Vassili Bykov[180]
                    - Dmitri Rogatchev[166]
                    - Pavel Derjavine[166]

                  - Projet 03160
                    - P-342 Yunarmeets Baltiki (endommagé) (capitaine de 2e rang Alexander Bobrov †)
                    - 2 navires coulés[181],[177],[182]

                - Mouilleur de mines
                  - Ivan Goloubets (endommagé)[183]

                - Remorqueurs
                  - Projet 22870
                    - Spassatel Vassili Bekh (coulé)[184]

                  - Projet 23120
                    - Vsevolod Bobrov (endommagé)[185]

              - Troupes
                -  22e corps d'armée (commandant : major-général Denis Liamine ; chef d'état-major : général de division Nasbuline †)[186]
                  -  126e brigade de défense côtière (colonel Sergueï Storojenko)[187]
                  - 127e brigade de reconnaissance[188],[189]

                - 103e brigade logistique (colonel Mikhaïl Ponomarev)[190]
                - 177e régiment d'infanterie navale[191]
                - 388e unité de reconnaissance maritime[192]
                -  810e brigade d'infanterie navale de la Garde (commandant : colonel Sergueï Kens † (anciennement colonel Alexeï Charov †) ; commandant adjoint, colonel Alexeï Berngard)[193]

              - Aviation
                - 2e division d'aéronautique navale de la Garde
                  - 43e régiment aéronaval[194]

              - Forces aérospatiales
                -  4e armée de l'air et des forces de défense aérienne (major-général Nikolaï Gostev)
                  -  1re division d'aviation mixte de la Garde (major-général Tagir Gadjïev)[195]
                    - 3e régiment d'aviation de chasse de la Garde (colonel Anatoly Stassioukevitch †)[196],[197]
                    - 31e régiment d'aviation de chasse de la Garde (lieutenant colonel Alexeï Khassanov †)[198],[199]
                    - 559e régiment d'aviation de bombardiers[200]

                  - 4e division d'aviation mixte de la Garde
                    - 960e régiment d'aviation d'assaut[201]

                  - 27e division d'aviation mixte
                    - 37e régiment d'aviation mixte[202]
                    - 38e régiment d'aviation de chasse de la Garde[203]
                    - 39e régiment d'hélicoptères (commandant adjoint : lieutenant-colonel Viktor Igorevitch Pakholsky †)[204]

                  - 55e régiment d'hélicoptères de la Garde[205]

              - Aviation à long rayon d'action
                -  22e division d'aviation de bombardiers lourds de la Garde (colonel Mykola Varpahovitch)[206]
                  - 52e régiment d'aviation de bombardiers lourds de la Garde (colonel Oleg Timoshyne)[207]

- République populaire de Donetsk (commandant en chef : chef de la RPD Denis Pouchiline)
  -  Milice populaire de la république populaire de Donetsk (major-général Denis Sinenkov)
    - 1er corps d'armée de Donetsk (lieutenant-général Roman Koutouzov †)[Note 1]
      -  5e brigade de fusiliers motorisés
      -  Garde républicaine
        - Brigade internationale Piatnachka[208]

      -  Bataillon Sparta (colonel Vladimir Joga †)[209],[68]
      -  Brigade Kalmious (commandant : Konstantine Kouzmine)
      -  Bataillon Somalie (commandant : Timour Kourilkine)[210],[211]
      - 7e brigade de fusiliers motorisés (lieutenant-colonel Andreï Vladimirovitch Panasyura †)[212]
      -  11e régiment de fusiliers motorisés (commandant : Alexandre Khodakovski)
      - 103e régiment de fusiliers[213]
      - 105e régiment de fusiliers[213]
      - 107e régiment de fusiliers[213],[214]
      - 109e régiment de fusiliers[213],[215]
      - 113e régiment de fusiliers[213],[214]
      - 115e régiment de fusiliers[216]
      - 119e régiment de fusiliers
      - 123e régiment de fusiliers[213]
      - 125e régiment de fusiliers[213]
      - 127e régiment de fusiliers[213],[217]

- République populaire de Lougansk (commandant en chef : chef de la RPL Leonid Passetchnik)
  -  Milice populaire de la RPL (colonel Ian Lechtchenko)
    - 2e corps d'armée de la Garde de Lougansk-Donetsk du Nord (commandant adjoint : colonel Evgueni Brovko †)[Note 1]
      -  Bataillon Fantôme (commandant : Youri Chevtchenko)[218]
      - Bataillons cosaques (commandant : Mikhaïl Kishchik † ; chef d'état-major adjoint : lieutenant-colonel Alexander Kalnitsky †)[219],[220]
      -  6e régiment cosaque[68]
      - 202e régiment de fusiliers motorisés[213]
      - 204e régiment de fusiliers motorisés[213]
      - 208e régiment de fusiliers motorisés[213]
      - 254e régiment de fusiliers motorisés[213]

## Déploiement et commandement

### Déploiement initial (février 2022)
Les forces terrestres russes envahissant l'Ukraine sont organisées en quatre axes appelés « directions opérationnelles », regroupant les différentes armées, elles-mêmes subdivisées en divisions, brigades et régiments (ces deux dernières types d'unités fournissant chacune deux « groupes tactiques de bataillon » (BTG, des groupements interarmes) :
- au nord de l'Ukraine, débouchant en février de Biélorussie (où elles sont depuis les manœuvres Zapad-2021 (ru)) pour attaquer vers Kyïv, puis évacuées début avril, les unités des districts russes est et central :
  - la 29e armée combinée (qui a stationné en Biélorussie jusqu'en avril), dans les marais du Pripiat face aux oblasts de Rivne et de Jytomyr ;
  - la 36e armée combinée, sur la rive occidentale du Dniepr, d'abord engagée face à Dymer, puis envoyée sur Borodianka puis Makariv, à l'ouest de Kyïv, pour être finalement évacuée ;
  - la 35e armée combinée, d'abord en arrière de la 36e armée, puis débouchant à partir du 11 mars[222] en soutien des VDV, au nord-ouest de Kyïv, pour finalement sortir d'Ukraine ;
  - la 41e armée combinée, sur la rive orientale du Dniepr, face à Tchernihiv (menaçant le nord-est de Kyïv) et Mena, pour se replier après 40 jours de combats ;
- au nord-est de l'Ukraine, sur la « direction opérationnelle Orlov (ru)-Voronej », débouchant de la zone autour de Koursk, les unités du district ouest :
  - la 2e armée combinée de la Garde, face à Chostka, Konotop et Nijyn (tentant de déboucher sur l'est de Kyïv) ;
  - la 1re armée de chars de la Garde, face à Soumy (puis Romny), Lebedyn et Okhtyrka (menaçant Poltava) ;
  - la 6e armée combinée, face à Kharkiv et Balaklia ;
  - la 20e armée combinée de la Garde, face à Sievierodonetsk (au nord de Louhansk) et Izioum (menaçant le sud-est de Kharkiv) ;
- à l'est de l'Ukraine, sur la « direction opérationnelle du Don », débouchant des républiques séparatistes du Donbass :
  - les deux forces armées des RPD et RPL (présentées comme deux « corps d'armée ») ;
  - la 8e armée combinée de la Garde, face à Marioupol (au sud de Donetsk) ;
- au sud de l'Ukraine, sur la « direction opérationnelle de Crimée », débouchant de l'isthme de Perekop et du pont de Henitchesk, les unités du district sud :
  - la 58e armée combinée, vers Kherson, puis redéployée à partir du 5 mars[223] face à Zaporijjia et Houliaïpole ;
  - le 22e corps d'armée et la 7e division de la VDV, vers Kherson (menaçant Mykolaïv) et Voznessensk ;
  - la 49e armée combinée, vers Melitopol et Berdiansk, puis redéployée au nord-est de Mykolaïv[224],[225],[226].

### Redéploiement (printemps 2022)
En avril 2022, une partie des unités évacuées du Nord et du Nord-Est de l'Ukraine sont redéployées à l'est de Kharkiv, autour d'Izioum et dans le Sud, avec engagement des différents BTG en ordre dispersé : les unités russes sont donc désormais mélangées, imbriquant côte-à-côte des bataillons venant d'armées différentes, ainsi que des troupes aéroportées, de l'infanterie de marine, des milices séparatistes, de la garde nationale, des unités de volontaires ou de réservistes (BARS) et celles de mercenaires (Wagner).
Au 10 septembre 2022, à la fin de l'offensive ukrainienne près de Kharkiv, les forces terrestres russes engagées contre l'Ukraine sont :
- en Biélorussie et dans l'oblast de Briansk, des unités des 5e, 35e, 36e et 41e armées ;
- autour de Belgorod, au nord de Kharkiv, les unités de la 6e armée, avec des détachements de la 1re armée blindée (la 27e brigade), du 14e corps (la 200e brigade) et de la RPD ;
- autour de Valouïki, au nord-est de Kharkiv, les BTG de la 20e armée ;
- à l'est de Koupiansk et le long de l'Oskol, des unités du 3e corps (une nouvelle unité) et de la 18e division (du 11e corps) ;
- autour d'Oleksandrivka, à l'est d'Izioum, des unités des 2e et 41e armées ;
- dans le Donbass, les forces de la RPD et de la RPL, soutenues par les unités de la 8e armée ;
- dans l'oblast de Zaporijjia, les unités de la 58e armée, renforcées par les 29e et 36e armées, de l'infanterie de marine (155e et 810e brigades), ainsi que des mercenaires ;
- dans l'oblast de Kherson, les unités de la 49e armée, épaulées par les VDV (7e, 76e et 106e divisions, 11e et 45e brigades, ainsi que le 331e régiment), le 22e corps (la 126e brigade de défense côtière), la 35e armée (98e division et 69e brigade), ainsi que des mercenaires[227],[228].

### Unification du commandement (avril 2022)
Malgré la doctrine russe qui spécifie que toutes les troupes et forces opérant sur un théâtre d'opérations doivent être placées sous un seul chef, l'invasion de l'Ukraine est tentée sans commandement unifié. Chacun des quatre districts militaires est chargé d'un axe d'offensive sous la responsabilité de son état-major. Si le président Poutine et le ministre Choïgou font des déclarations dans les médias, le chef d'état-major général Guerassimov reste discret.
En mars 2022, les forces russes sont forcées de se replier de leur tentative de prendre Kyïv. Par conséquent, afin de gérer une guerre dans la durée, un seul officier supérieur coordinateur est nommé :
- Alexandre Dvornikov (8 avril au 25 juin 2022), premier nommé à la tête des opérations militaires, ce qui vise à améliorer la coordination entre les différentes unités, anciennement commandés de façon séparée[229] ;
- Guennadi Jidko (26 juin au 7 octobre 2022), nommé par Vladimir Poutine, en remplacement de Dvornikov[229] ;
- Sergueï Sourovikine (8 octobre 2022 au 11 janvier 2023), ancien commandant des forces aérospatiales et du district sud, remplaçant Jidko au commandement général[230] ;
- Valeri Guerassimov (depuis le 11 janvier 2023), ancien vice-ministre de la Défense ; Sourovikine, précédemment à la tête de l'opération, devient son assistant[231],[232].

### Réorganisation (automne 2022)
Les unités russes sont mélangées jusqu'au niveau du BTG, sans tenir compte des districts, des armées voire des brigades. À partir de novembre 2022, le front devenant fixe, ces forces terrestres russes sont rassemblées en quatre commandements :
- le groupe opérationnel « Voronej », dans l'oblast de Louhansk, confié à l'état-major du district ouest (Zapad) ;
- le groupe opérationnel « Rostov », dans l'oblast de Donetsk, confié à l'état-major du district central (Tsentr) ;
- le groupe opérationnel « Vostok », dans l'oblast de Zaporijjia, confié à l'état-major du district est (Vostok) ;
- le groupe opérationnel « Crimée », dans l'oblast de Kherson, confié à l'état-major du district sud (Youg)[233].

## Forces ukrainiennes et leurs alliés
- Ukraine (président : commandant en chef suprême des forces armées ukrainiennes Volodymyr Zelensky)
  -  Ministère de la Défense (ministre de la Défense Oleksiy Reznikov)
    -  Direction générale du renseignement du ministère de la Défense[234] (commandant : brigadier général Kyrylo Boudanov)
      -  Régiment Kraken[235] (commandant : Kostyantyn Nemitchev (uk))

    -  Forces armées ukrainiennes (commandant en chef des forces armées : général Oleksandr Syrsky ; commandant en chef adjoint des forces armées : lieutenant-général Ievhen Moïssiouk)
      -  État-major général (chef d'état-major général : lieutenant-général Serhiï Chaptala)
        -  101e brigade de protection de l'état-major général[236] (commandant : colonel Voytenko Ivan Ivanovitch (uk))

      -  Forces terrestres ukrainiennes (commandant des forces terrestres ukrainiennes : colonel-général Oleksandr Syrsky)
        -  Troupes de chars ukrainiens
        -  Troupes de missiles et d'artillerie ukrainiennes (commandant : colonel Andriy Kolennikov)
        -  Forces mécanisées ukrainiennes
        -  Aviation légère de l'armée ukrainienne

      - Forces de systèmes sans pilote[237].
      -  Forces de défense territoriale ( Commandement des forces de défense territoriale : général de division Ihor Tantsioura)
      -  Marine ukrainienne (commandant de la marine : contre-amiral Oleksiy Neïjpapa)
        -  Infanterie navale ukrainienne (commandant : lieutenant-général Iouriy Sodol)
        -  Aviation navale ukrainienne (commandant : colonel Oleg Zagurskyi ; commandant adjoint : colonel Ihor Bedzai †)

      -  Force aérienne ukrainienne (commandant de l'armée de l'air : lieutenant-général Mikola Olechtchouk)[238]
        -  Commandement des forces aériennes

      -  Troupes du génie
        -  Forces de communication et de cybersécurité des forces armées
        -  Troupes de guerre électronique (uk)

      -  Forces d'assaut aérien ukrainiennes (commandant des forces d'assaut aérien : général Maxime Mirhorodskiï)
      -  Forces d'opérations spéciales (commandant des forces d'opérations spéciales : brigadier général Viktor Khorenko)
      -  Commandement des forces conjointes des forces armées ukrainiennes (MU А0135), Kiev, (commandant du JOC : lieutenant-général Sergueï Naev)
        -  Commandement des forces conjointes des forces armées ukrainiennes (zone ATO) (commandant : poste à pourvoir au 27.02.23)
          -  Forces terrestres ukrainiennes
            -  Commandement opérationnel nord (commandant : général de division Viktor Nikoliouk)
              -  1re brigade de chars (commandant : colonel Ihor Shpak)[239]
                -  1er bataillon de chars
                -  2e bataillon de chars
                - 3e bataillon de chars
                - 4e bataillon de chars
                -  bataillon mécanisé
                -  1er bataillon de fusiliers
                -  2e bataillon de fusiliers « OUN »
                -  groupe d'artillerie
                -  compagnie médicale

              -  1re brigade spéciale « Ivan Bohun » (commandant : colonel Oleg Uminskyi)[240]
                -  515e bataillon « Iron Wolves »[241].
                -  516e bataillon spécial[241]
                -  517e bataillon « Haydamaki » (commandant Volodymyr Lavrenyuk)[241]
                -  518e bataillon « Wild Field »[241]
                - Bataillon blindé[241]
                - batterie de contrôle et d'acquisition d'objectifs
                - bataillon d'artillerie automotrice
                -  bataillon de soutien Skelya[241]
                -  Unité de reconnaissance aérienne « Wild Bees »[241]
                - compagnie médicale

              -  4e brigade de chars[242]
              -  5e brigade d'assaut (commandant : colonel Yakovenko Oleksiyovytch (uk))
              -  12e bataillon de chars (uk)[243]
              -  13e brigade de chasseurs
              -  26e brigade d’artillerie (commandant : lieutenant-colonel Andranyk Hasparyan)[244]
              -  27e brigade de lance-roquettes
              -  30e brigade mécanisée (commandant : colonel Ihor Dovhan)[245]
                -  1er bataillon mécanisé ;
                -  2e bataillon mécanisé ;
                - 3e bataillon mécanisé ;
                -  2e bataillon d'infanterie motorisée « Horyn » (uk)

              -  45e bataillon de fusiliers (uk)
              -  47e brigade mécanisée[246]
              -  54e bataillon de reconnaissance (uk)
              -  58e brigade motorisée (commandant : colonel Ihor Dovhan)[247]
              -  61e brigade d'infanterie (colonel Moskalenko Mykolayovych)
              -  62e brigade mécanisée
              -  66e brigade mécanisée
              -  67e brigade mécanisée
                -  1er bataillon mécanisé « Da Vinci Wolves » (uk)
                -  2e bataillon mécanisé
                -  3e bataillon mécanisé « colonel Vasyl Ivanyshyn »
                -  1er bataillon de fusiliers
                -  2e bataillon de fusiliers « Taras “Khammer” Bobanych »
                -  bataillon de chars[248] ;
                -  groupe d'artillerie de la brigade[249]

              -  72e brigade mécanisée (colonel Ivan Vinnik (uk))[45]
              -  115e brigade mécanisée (commandant : colonel Ihor Ivanov)[250]
              -  1129e régiment de missiles antiaériens (colonel Vadim Volochtchouk (uk))
              -  143e brigade d'infanterie[251].
                - 1re bataillon d'assaut[252]
                -  401e bataillon de fusiliers
                -  402e bataillon de fusiliers[252]
                -  403e bataillon de fusiliers
                - 404e bataillon de fusiliers
                - 405e bataillon de fusiliers[252]
                - 406e bataillon de fusiliers[252]
                -  407e bataillon de fusiliers
                -  412e bataillon de fusiliers
                - 463e bataillon de fusiliers[252]
                - 466e bataillon de fusiliers[252]

            -  Commandement opérationnel ouest (commandant : général de brigade Serhiy Litvinov)
              -  10e brigade d'assaut de montagne (commandant : colonel Vyacheslav Kotlyk (uk))[253]
                -  8e bataillon d'assaut de montagne (uk)[254]
                -  108e bataillon d'assaut de montagne (uk)[255]
                -  109e bataillon d'assaut de montagne (uk)
                - bataillon d'infanterie motorisée ;
                -  bataillon de chars
                - 1er bataillon d'artillerie de montagne tractée
                - 2e bataillon d'artillerie de montagne automotrice
                - bataillon de lance-roquettes multiples
                - bataillon d'artillerie antiaérienne ;
                -  bataillon de reconnaissance

              -  14e brigade mécanisée (commandant : colonel Oleksandr Okhrimenko (uk))[256]
                -  1er bataillon mécanisé ;
                - 2e bataillon mécanisé ;
                - 3e bataillon mécanisé ;
                -  1er bataillon d'infanterie motorisée (uk)
                -   bataillon de chars

              -  24e brigade mécanisée (commandant : colonel Anatoly Shevchenko)[257]
                -  1er bataillon d'infanterie mécanisée
                -  2e bataillon d'infanterie mécanisé
                -  3e bataillon d'infanterie mécanisé
                -  bataillon de chars
                -  1re bataillon d'artillerie automotrice
                -  2e bataillon d'artillerie automotrice
                -  unité de lance-roquettes multiples
                -  compagnie de reconnaissance

              -  44e brigade d'artillerie[258]
              -  53e brigade mécanisée[259]
                -  24e bataillon d'assaut « Aidar »[260]
                -  43e bataillon d'infanterie motorisé « Patriot » (uk)

              -  65e brigade mécanisée
              -  68e brigade de chasseurs (commandant : colonel Yuriy Belyakov)[261]
              -  128e brigade d'assaut de montagne[262]
              -  141e brigade de fusiliers de réserve (it)[263]
                - 417e bataillon de fusiliers[264]
                -  418e bataillon de fusiliers
                - 421e bataillon de fusiliers[264]
                -  422e bataillon de fusiliers
                -  423e bataillon de fusiliers
                -  452e bataillon de fusiliers[264]
                -  456e bataillon de fusiliers[264]

            -  Commandement opérationnel est (commandant : général de division Oleg Mikats)
              -  3e brigade de chars[265]
              -  5e brigade de la Garde nationale
              -  17e brigade de chars (commandant : lieutenant-colonel Oleksandr Tarnavskiy[243],[266]
              -  23e brigade mécanisée[267]
                -  1er bataillon mécanisé
                -  2e bataillon mécanisé
                -  3e bataillon mécanisé

              -  45e brigade d'artillerie[268]
              -  54e brigade mécanisée (commandant : colonel Oleksiy Maistrenko)[269]
              -  55e brigade d'artillerie (commandant : colonel Roman Kachur)[270]
              -  92e brigade mécanisée (commandant : lieutenant-colonel Pavlo Fedosenko)[271]
                -  22e bataillon d'infanterie motorisée (commandant : lieutenant-colonel Serhii Horbenko)[272]

              -  93e brigade mécanisée (commandant : colonel Rouslan Chevtchouk (uk))[273]
              -  107e brigade de lance-roquettes (commandant : colonel Oleksandr Kelembet)[274]
              -  142e brigade d'infanterie[275]
                - 413e bataillon de fusiliers[275]
                - 414e bataillon de fusiliers[275]
                -  415e bataillon de fusiliers[275]
                -  416e bataillon de fusiliers[275]
                - 425e bataillon de fusiliers[275]
                -  426e bataillon de fusiliers[275]

            -  Commandement opérationnel sud (commandant : général Andriy Kovaltchouk ; chef d'état-major : général de brigade Mykhailo Drapaty ; commandant adjoint : général de brigade Andriy Hnatov)[276]
              -  5e brigade de chars[277]
              -  21e brigade mécanisée
                -  1er bataillon mécanisé
                - 2e bataillon mécanisé
                - 3e bataillon mécanisé
                -  19e bataillon de fusiliers
                -  bataillon de chars

              -  28e brigade mécanisée (commandant : colonel Vitaly Anatoliyovych Gouliaev †)[278]
                -  1er bataillon mécanisé,
                -  2e bataillon mécanisé,
                -  3e bataillon mécanisé,
                -  4e bataillon de fusiliers,
                -  5e bataillon de réserve,
                -  1er bataillon de chars,
                -  bataillon d'artillerie,
                -  bataillon de reconnaissance,
                  -  Unité de reconnaissance aérienne "Kurt Group"

              -  40e brigade d'artillerie[279]
              -  41e  brigade mécanisée (commandant : colonel Oleh Makucha)[280]
              -  56e brigade motorisée (commandant : colonel Ivanov Ihor Vyacheslavovych)[281]
                -  21e bataillon de défense territoriale de la région de Kherson « Sarmates » (uk)
                -  23e bataillon de défense territoriale de la région de Zaporijjia « Khortytsia » (uk)
                -  37e bataillon de défense territoriale de la région de Zaporijjia (uk)

              -  57e brigade d'infanterie motorisée (colonel Bakulin Oleksandr Oleksandrovych)[282]
                -  17e bataillon d'infanterie motorisé « Kirovohrad » (uk)
                -  34e bataillon d'infanterie motorisée « Mère patrie » (uk)
                  -  Unité d'assaut spéciale « Meute folle » (uk)

                -  42e bataillon d'infanterie motorisée « Mouvement de résistance » (uk)
                -  420e bataillon de fusiliers
                - Partisans géorgiens
                -  groupe d'artillerie
                - bataillon antiaérien et antimissile
                -  compagnie de chars

              -  59e brigade d'infanterie motorisée (colonel Olehovytch Soukharevsky)[283]
                -  9e bataillon d'infanterie motorisée « Vinnytsia » (uk)
                -  10e bataillon d'infanterie motorisée « Polésie » (uk)
                -  11e bataillon d'infanterie motorisée « Rus' de Kiev » (uk)
                -  groupe d'artillerie de la brigade
                - bataillon antiaérien
                - compagnie de chars
                - compagnie de reconnaissance
                  -  unité de drones « Magyar Birds  »

              -  60e brigade d'infanterie[284]
                - 98e bataillon d'infanterie mécanisée[285]

              -  131e bataillon de reconnaissance (uk)[286]

            -  Aviation légère de l'armée ukrainienne
              -  11e brigade d'aviation[287]
              -  12e brigade d'aviation[287]
              -  16e brigade d'aviation[287]
              -  18e brigade d'aviation[287]
                - 411e bataillon de fusiliers spéciaux[288].

            -  Brigade présidentielle (commandant : colonel Pavlo Hora)[289]
              -  1er bataillon spécial
              - 2e bataillon spécial ;
              - 2e bataillon d'infanterie mécanisée
              - 3e bataillon d'infanterie mécanisée
              - 4e bataillon d'infanterie mécanisée
              -  20e bataillon spécial
              -  21e bataillon spécial
              -  22e bataillon spécial
              -  23e bataillon spécial
              -  Bataillon de la garde d'honneur (uk)
                -  Orchestre de la garde d'honneur (uk)

              - 1er groupe d'artillerie automotrice[290] ;
              - 2e groupe d'artillerie automotrice ;
              -  groupe de tireurs d'élite « Fantôme »
              - bataillon de transmissions
              -  compagnie d'opérations spéciales

            - Groupe opérationnel Kakhovka[291]
            -  3e brigade d'assaut[292]
            -  15e brigade d'artillerie de reconnaissance[274]
            -  19e brigade de missiles (commandant : colonel Yaroshevych Fedir Serhiiovych)[293]
            -  42e brigade mécanisée[269]
            -  43e brigade d'artillerie lourde (commandant : colonel Oleh Chevcthuk)[274]
            -  49e bataillon d'infanterie (en)[294]
            -  63e brigade mécanisée (commandant : colonel Oleksandr Maruchtchak)[261]
            -  110e brigade mécanisée (commandant : colonel Mykola Mykolaïovitch Tchoumak)[295]
            - 214e bataillon de fusiliers[296]
            - Formations indépendantes
              -  Corps des volontaires ukrainiens (commandant : Andriy Stempitsky)[297]
                - 2e bataillon séparé[298]

              -  Bataillon Cheikh Mansour (commandant : Mouslim Tcheberloevsky[299]
              -  Légion géorgienne (commandant : Mamuka Mamulashvili)[300]
              -  Régiment Kastous-Kalinowski (commandant : Dzianis Prokharau)[301]

            -  Corps de réserve
              -  144e brigade de fusiliers de réserve (it)[251]
                - 405e bataillon de fusiliers
                - 406e bataillon de fusiliers
                - 408e bataillon de fusiliers
                -  409e bataillon de fusiliers
                - 410e bataillon de fusiliers[302].

          -  Forces de défense territoriale
            -  100e brigade de défense territoriale
            -  101e brigade de défense territoriale
            -  102e brigade de défense territoriale
            -  103e brigade de défense territoriale[303]
            -  104e brigade de défense territoriale[304]
            -  107e brigade de défense territoriale[305]
            -  108e brigade de défense territoriale
            -  109e brigade de défense territoriale
            -  110e brigade de défense territoriale [306].
            -  112e brigade de défense territoriale (colonel Oleksandr Stepanovich Pavliy)
            -  113e brigade de défense territoriale[305]
            -  114e brigade de défense territoriale[307]
            -  115e brigade de défense territoriale (uk)[308]
            -  116e brigade de défense territoriale
            -  117e brigade de défense territoriale
              -  150e bataillon de défense territoriale[309]
              - 151e bataillon de défense territoriale
              - 152e bataillon de défense territoriale
              - 153e bataillon de défense territoriale[310]
              -  154e bataillon de défense territoriale
              -  155e bataillon de défense territoriale[310]

            -  118e brigade de défense territoriale[311]
            -  119e brigade de défense territoriale
            -  122e brigade de défense territoriale[312]
            -  123e brigade de défense territoriale
            -  124e brigade de défense territoriale
            -  125e brigade de défense territoriale
            -  126e brigade de défense territoriale[313]
              - 220e bataillon[313]
              -  221e bataillon de défense territoriale[314]
              -  Unité « Chimère »[315]

            -  127e brigade de défense territoriale
              - 225e bataillon de défense territoriale
              - 226e bataillon de défense territoriale
              -  227e bataillon de défense territoriale (uk)[316]
              - 228e bataillon de défense territoriale
              -  229e bataillon de défense territoriale (uk)
              -  247e bataillon de défense territoriale (uk)
              - 249e bataillon de défense territoriale

            -  128e brigade de défense territoriale
            -  129e brigade de défense territoriale[317]
              -  235e bataillon de défense territoriale[318]
              - 236e bataillon de défense territoriale
              - 237e bataillon de défense territoriale
              - 238e bataillon de défense territoriale
              - 239e bataillon de défense territoriale
              -  248e bataillon de défense territoriale[318]
              -  7e bataillon « Arei » (uk)[318]

            -  241e brigade de défense territoriale
              -  130e bataillon de défense territoriale[319],[320]
              -  204e bataillon de défense territoriale
              -  205e bataillon blindé de défense territoriale
              -  206e bataillon de défense territoriale (uk)
              -  207e bataillon de défense territoriale
              -  242e bataillon de défense territoriale
              -  243e bataillon de défense territoriale
              -  251e bataillon de défense territoriale

            -  Légion internationale pour la défense territoriale de l'Ukraine (commandant : colonel Ruslan Miroshnichenko)[321]
              -  Légion « Liberté de la Russie »[322]
              -  Bataillon Sibir
              -  Régiment Pahonie[323]
              -  Bataillon spécial séparé ichkérien (commandant : Hadzji-Murad Zumso ; commandant adjoint : Khavazhi Amaev)[324]
              -  Bataillon Djokhar Doudaïev (commandant : Adam Osmayev)[325]
              - Bataillon de Crimée[326]
              -  Brigade Norman (en)[327]
              - Corps des volontaires polonais[328]

          -  Forces navales ukrainiennes
            - Sloviansk (coulé)[329]
            - Donbass (coulé)[330]
            -  Forces d'infanterie navale ukrainiennes
              -  35e brigade d'infanterie navale (commandant : colonel Andriyenko Yourii Oleksandrovytch)[331]
              -  36e brigade d'infanterie navale (commandant : lieutenant-colonel Viktor Sikoza)[332]
              -  37e brigade d'infanterie navale
              -  38e brigade d'infanterie navale
                -  1re bataillon d'infanterie de marine ;
                - 2e bataillon d'infanterie de marine ;
                - 3e bataillon d'infanterie de marine ;
                -  503e bataillon d'infanterie de marine (uk) (major Pavlo Olegovich Sbytov (uk))[253]

              -  406e brigade d'artillerie navale

            -  Aviation navale ukrainienne
              -  10e brigade aéronavale (uk) (commandant : colonel Ilya Oleinikov)[333]

          -  Force aérienne ukrainienne
            -  Commandement des forces aériennes
              -  7e brigade d'aviation tactique
              -  383e régiment séparé de drones (uk)
              -  15e brigade d'aviation de transport
              -  25e brigade d'aviation de transport (uk)
              -  456e brigade d'aviation de transport
              -  Commandement aérien Ouest (uk) (commandant : général de division Oleksiy Martchenko)
                -  1re brigade radiotechnique (uk)
                -  114e brigade d'aviation tactique (colonel Ievheniy Karjaou (uk))
                -  204e brigade d'aviation tactique (colonel Mykola Hayovtchyk (uk))
                -  11e régiment de missiles antiaériens (uk)
                -  223e régiment de missiles antiaériens (uk) (colonel Ivan Velytchko (uk))
                -  540e régiment de missiles antiaériens

              -  Commandement aérien Centre (uk) (lieutenant-général Anatoliy Kryvonojko)
                -  31e régiment séparé de soutien des communications et de la radiotechnique (uk)
                -  138e brigade radiotechnique (uk) (colonel Iouriy Perepelytsia (uk))
                -  39e brigade d'aviation tactique (colonel Oleksiy Zakhartchouk)
                -  40e brigade d'aviation tactique (colonel Oleksiy Maniouchkin (uk))
                -  831e brigade d'aviation tactique (colonel Oleksandr Mostovyy (uk))
                -  96e brigade de missiles antiaériens
                -  156e régiment de missiles antiaériens (uk) (colonel Oleksandr Stachouk (uk))

              -  Commandement aérien Est (uk) (général de division Ivan Tereboukha (uk))
                -  164e brigade radiotechnique
                -  138e brigade de missiles antiaériens (colonel Vitaliy Palahouta)
                -  301e brigade de missiles anti-aériens (colonel Andriy Mohilatenko)
                -  302e brigade de missiles antiaériens

              -  Commandement aérien Sud (uk) (major-général Dmytro Karpenko (uk))
                -  43e régiment séparé de communications et de contrôle (uk)
                -  14e brigade radiotechnique (uk) (colonel Serhiy Hrytsaienko (uk))
                -  299e brigade d'aviation tactique (colonel Oleksandr Iouriyovytch (uk)
                -  160e brigade de missiles antiaériens (colonel Viktor Polyvianyy (uk))
                -  201e brigade de missiles antiaériens (colonel Valentyn Petrouchenko)
                -  208e brigade de missiles antiaériens

          -  Troupes du génie ukrainiennes
            -  Forces de communication et de cybersécurité des forces armées
            -  Troupes de guerre électronique (uk)

          -  Forces d'assaut aérien ukrainiennes
            -  25e brigade aéroportée (commandant : colonel Yuriy Sodol)[334]
            -  46e brigade d'assaut aérien[335]
            -  71e brigade de chasseurs[336]
            -  77e brigade d'assaut aérien
            -  78e régiment d'assaut aérien
            -  79e brigade d'assaut aérien (commandant : colonel Oleksiy Shandar)[337]
            -  80e brigade d'assaut aérien (commandant : colonel Volodymyr Shvorak (uk))[338]
            -  81e brigade aéromobile (commandant : colonel Oleksandr Lykhman)[339]
            -  95e brigade d'assaut aérien (colonel Dmytro Bratichko)[337]
              -  13e bataillon d'assaut amphibie (uk)

          -  Forces d'opérations spéciales ukrainiennes
            - 1er régiment spécial[305]
            -  3e régiment des forces spéciales (commandant : colonel Mykhaïlo Leonidovytch Krassotine (uk))[340]
            -  8e régiment spécial[341]
            -  73e centre d'opérations spéciales navales[342]

  -  Service de renseignement extérieur d'Ukraine (chef du SZR Olexandr Litvinenko)[343]
  -  Ministère de l'Intérieur (ministre de l'intérieur Ihor Klymenko)
    -  Service national des gardes-frontières (chef du DPSU Serhiy Deyneko)
      -  Garde maritime ukrainienne[344]
        -  23e unité de la garde maritime[345]

      -  3e détachement frontalier Yevhen Pikous
      -  10e détachement frontalier mobile "Dozor"
      -  Bataillon Noman Çelebicihan[346]

    -  Ministère des Situations d'urgence[347]
    -  Garde nationale de l'Ukraine (commandant : général de division Youriy Lebid)
      -  1re brigade présidentielle
      -  3e brigade de la Garde nationale
      -  4e brigade de réaction rapide[348]
      -  10e détachement frontalier mobile« DOZOR »
      -  12e brigade opérationnelle[349]
      -  13e brigade de la Garde nationale
      -  23e brigade de protection de l'ordre public[350]
      -  Brigade Azov (commandant : Nikita Nadtochiy)[351],[352]
      -  Bataillon Donbass (commandant : lieutenant-colonel Oleksandr Polishchuk)[353]

    -  Patrouille de police spéciale[354]
      -  Bataillon Dnipro[355]
      -  Bataillon Sitch[356]
      -  Bataillon de police Kharkiv[357],[358]
      -  Bataillon de police Kyiv-1 (uk)[359]

    -  Police nationale ukrainienne (chef de la police Ivan Mykhailovych Vyhivsky)[358]
      -  Unité d'intervention opérationnelle rapide[360]
      -  Brigade d'assaut de la police nationale

  -  Service de sécurité (chef du Service de sécurité d'Ukraine : général de brigade Vassil Maliouk)
    -  Groupe Alpha[361],[343]

  -  Milices volontaires ukrainiennes[362]
    - Groupes paramilitaire
      -  Armée des volontaires ukrainiens (commandant : Dmytro Iaroch)[363]
        -  Bataillon médical des Hospitaliers (commandant : Iana Zinkevytch)[364]

      -  Autodéfense ukrainienne
      -  Secteur droit

    - ONG bénévoles
      -  Aerorozvidka (commandant : Inna Honchar)[365]

    - Partisans
      -  Mouvement du Ruban jaune[366]
      -  Résistance populaire d'Ukraine[367]
      -  Armée partisane de Berdiansk[368]
      -  Corps des volontaires russes[369]
      -  Armée nationale républicaine[370]